# Хімчак Максим Ярославович
Максим Ярославович Хімчак (нар. 13 лютого 2000) — український футболіст, півзахисник.

## Життєпис
Вихованець ФК «Львів», за який виступав до 2017 року. По завершенні навчання приєднався до рівненського «Вереса», де виступав за юнацьку та молодіжні команди клубу. 20 вересня 2017 року провів єдиний матч за першу команду рівнян, зігравши 7 хвилин у грі 1/16 фіналу Кубку України проти «Агробізнеса» (2:1). Влітку 2018 року перейшов до «Львова», за який дебютував 30 травня того ж року в програному (0:3) домашньому поєдинку 32-го туру Прем'єр-ліги проти донецького «Шахтаря». Максим вийшов на поле на 46-й хвилині, замінивши Дмитра Пентелейчука.